# Alphaputt
Alphaputt — это инди-головоломка, созданная независимой британской студией Sennep Games и доступная исключительно для мобильных устройств с операционной системамой iOS. Alphaputt представляет собой игру в мини-гольф, где игрок должен забить мячик в лунку для прохождения уровня. Каждый уровень представляет собой тематическую инсталляцию с разными препятствиями. Игровые критики однозначно похвалили игру за её визуальный и художественный стиль, однако раскритиковали саму модель игры, подходящую скорее для многопользовательского режима, но не одиночного.

## Игровой процесс
Alphaputt представляет собой игру в мини-гольф, где игрок должен забить мячик от гольфа в лунку. Однако, в отличие от классических игр в гольф, каждый уровень представляет собой инсталляцию в форме буквы латинского алфавита, в игре доступны всего 26 уровней. Каждая буква — это ассоциация с тематикой самого уровня. 
Задача игрока — доставить мяч до лунки, но при этом не выпасть за пределы инсталляции или не попасть в ловушку. Чтобы направить мяч в нужном направлении, игрок должен «оттянуть» пальцем в обратном направлении траектории движения, чем дальше игрок оттягивает, тем дальше мяч улетит. Сила направления мяча показана цифрами. Каждая инсталляция выполнена в неповторимом художественном стиле. Некоторые уровни похожи на детские, игровые площадки, другие же похожи на арены, трассы, здания или предметы. Каждый уровень также предлагает уникальный вид препятствий или ловушек. Например на уровне «E» игрок должен скрываться от прожекторов вертолётов, в других уровнях передвигается поверхность, из-за чего игроку необходимо как можно быстрее закинуть мяч в лунку. На некоторых уровнях игроку будет необходимо избегать перемещающихся предметов, например машин.
Игрок может выбирать два игровых режимов, в одном он может играть в одиночку, также доступен режим «экстрим», когда количество ходов ограничено несколькими ударами. Также в игре доступен режим мультиплеера с участием от двух до четырёх игроков одновременно. В данном случае игрок будет поочерёдно совершать по одному ходу и выиграет тот, кто первым доберётся до лунки.

## Создание и выход
Созданием игры занималась независимая студия Sennep Games из Лондона, чей опыт работы был связан прежде всего с дизайном веб-сайтов. Создание игры Alphaputt исходило из идеи объединить мини-гольф и топографию. Создатели изначально хотели создать игру с использованием физического движка, для чего пригласили в свой коллектив молодых программистов и выпускников колледжей. Разработка игры велась полтора года, вместе с работой над дизайном и концепцией, создание велось в течение трёх лет. Разработчики признались, что большую часть времени разработки потратили на дизайн и идеи прототипа. Каждый уровень должен был также включать в себя взаимодействующие предметы в виде препятствий. Разработчики изначально хотели создать многопользовательскую игру и для этого решили сделать игру о мини-гольфе, так как со слов разработчиков, они были раннее знакомы с мини-гольфом и считали её отличной игрой для совместного времяпровождения. Для команды работа над Alphaputt была сопряжена с рисками из-за недостаточного опыта создания компьютерных игр и разработчики даже не исключали вероятности того, что не сумеют закончить игру. Помимо этого, команда сталкивалась с финансовыми трудностями. Это также послужило причиной того, что команда отказалась создавать версию игры на Android, опасаясь, что адаптация игры на многочисленные устройства под управлением Android станет причиной многочисленных внутриигровых ошибок, на исправление которых у создателей на хватит ресурсов. Тем не менее создатели не исключили возможность порта Alphaputt на Android, если команда сумеют хорошо заработать на продаже игры в App Store.
Дизайном уровней занимался Мэтт Райс, переводом их в трёхмерную графику занимался дизайнер Джонатан Линдгрен. Самым первым созданным уровнем стал «H», представляющий собой площадку для скейтборда. На основе данного уровня, создатели затем начали работать не следующими уровнями.
Музыкальным сопровождением в течение нескольких месяцев занимались Уилл Уорсли и Сэн Бриттон. Для каждого уровня они создавали разные мелодии, призванные отразить тему у характер отдельного уровня. Музыку записывали с участием гитарных инструментов, а также экспериментов с электронными звуками.

## Критика
| Сводный рейтинг    | Сводный рейтинг |
| Агрегатор          | Оценка          |
| ------------------ | --------------- |
| Metacritic         | 72/100 (iOS)    |
| Иноязычные издания |                 |
| Издание            | Оценка          |
| KickMyGeek         | [ 2 ]           |
| Metro GameCentral  | 7/10            |
| Pocketgamer        | [ 5 ]           |
| Gamereactor        | 7/10            |

Игра получила смешанные оценки от разных игровых критиков, средняя оценка на сайте-агрегаторе Metacritic для мобильной версии составила 72 балла из 100 возможных.
Критик сайта Kickmygeek заметил, что App Store уже давно стала главной площадкой для демонстрации игр о гольфе с оригинальными идеями, однако игра Alphaputt превзошла их в оригинальности, совместив мини-гольф и уровни с уникальными и не связанными между собой тематиками, например с аэропортом, кладбищем, тюрьмой, суши-баром, йо-йо и прочим. Критик оценил оригинальный дизайн игры, а также её простое и понятное управление. Тем не менее критик заметил, что прохождение в одиночном режиме слишком короткое и быстро надоест игроку , а также по его мнению разработчики не сумели в полной мере раскрыть концепцию игры. Тем не менее критик заметил, что данная игра лучше всего подойдёт для коллективного прохождения. Редакция сайта Metro назвала Alphaputt прекрасно прорисованным графическим произведением искусства, а также отличной и сложной площадкой для игры в мини-гольф с обилием взаимодействующих элементов. Тем не менее критик считает, что в победе в мини-гольф лежит слишком мало случайных факторов, а ловушки в игре легко обойти. И всё таки Alphaputt по мнению редакции максимально приближена к реалистичной игре в мини-гольф и понравится людям, увлекающимся данным видом спорта.
Редакция PocketGamer назвала Alphaputt достойным представителем своего жанра, но далеко не лучшим для мобильных платформ. Критик похвалил игру за её визуальную красоту и художественное разнообразие все представленных уровней, тем не менее он заметил, что в одиночном режиме прохождение игры почти моментально, и игра показывает себя в лучшем свете именно в многопользовательском режиме, где наблюдение за неудачей других игроков становится источником веселья и мотивации. Если же игрок хочет сконцентрироваться на одиночном прохождении игры, то ему стоит опробовать другую игру о гольфе. Критик сайта Gamereactor заметил, что после игры в Alphaputt, у него осталось чувство, будто создатели не до конца реализовали потенциал игры. Некоторые уровни проходятся исключительно методом многочисленных проб, критик также указал на проблемы с управлением, когда для отвода пальца не хватало экрана. Тем не менее критик признался, что игра подкупает своей красивой визуальной составляющей, яркими красками и музыкальны сопровождением. 